# Katia Clarens
Pour les articles homonymes, voir Clarens.
Katia Clarens est grand reporter et réalisatrice de reportages et documentaires. Née le 4 août 1972 à Annecy, elle a travaillé pendant 10 ans au service actualité du Figaro Magazine (2002-2012) et travaille désormais avec les chaînes de télévision françaises en indépendante.
Elle couvre les événements au Moyen-Orient (Territoires palestiniens,, Israël, Iran, Liban), en Afghanistan, en Afrique (Tchad, République démocratique du Congo, Kenya, Soudan du Sud) et ailleurs (Birmanie, Chine, Colombie, États-Unis…).
En mai 2005, elle publie J’étais enfant soldat, avec Lucien Badjoko, aux Éditions Plon.
En avril 2011, elle publie Une saison à Gaza, voyage en territoire assiégé aux Éditions Jean-Claude Lattès qui narre une immersion de cinq mois dans une famille palestinienne.

## Reportages et documentaires TV
- Les 1000 visages de Gaza: Un Œil sur la planète, France 2, 2011
- Syrie : on m'a volé ma fille. 13:15, France 2, 2015
- Les petites reines de Kaboul. Arte Reportages, 2016.
- Soudan du Sud / Kenya : Running Rose. Spicee, Reporters sur France 24, 2017
- RD Congo : Le Karaté pour se reconstruire, Arte Reportages, Reporters sur France 24, 2017
- Irak : Le handisport, nouvel espoir des blessés de guerre, Arte Infos, 2017
- Michel Thierry Atangana, scandales d’états, Public Sénat, 2018
- Afghanistan. Le barreau des femmes, Arte, 2018
- Catharsis : dire l’inceste, France 3, 2021
- De Kaboul à Tokyo, un destin afghan, Arte, 2021
- Archipels Catharsis, l'inceste à La Réunion, FranceTv, 2021